# كاتدرائية القديس إلياس
كاتدرائية القديس الياس هي كنسية شرقية (مارونية) تقع في حلب، سوريا وتقع في القطر المسيحي في حي الجديدة. سميت بعد النبي إيليا. بنيت الكنيسة في العام 1873م في مكان كنيسة مارونية قديمة. تمت إعادة تجديدها في العام 1914م.

## معرض الصور

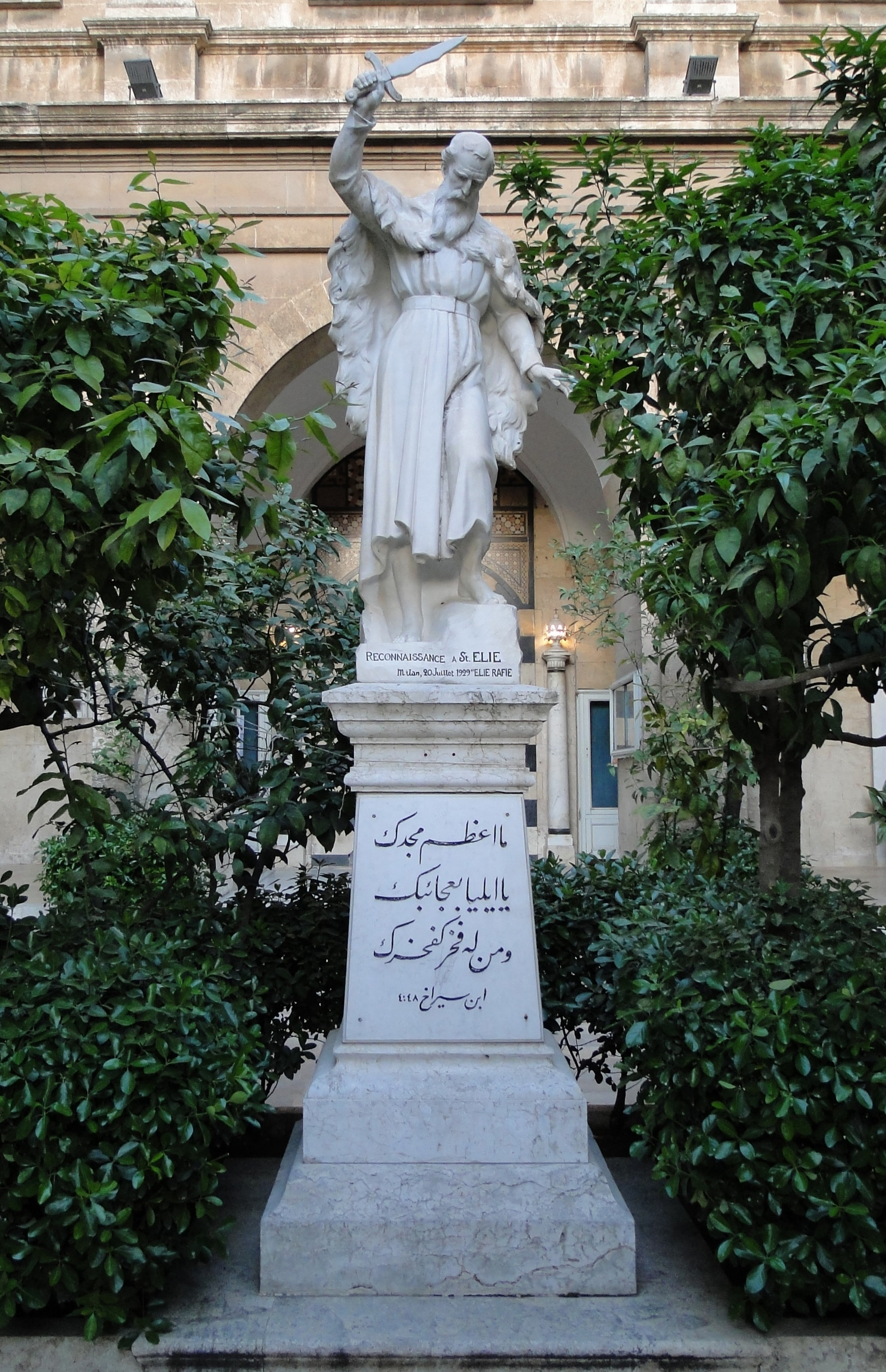
تمثال القديس الياس في باحة الكنيسة
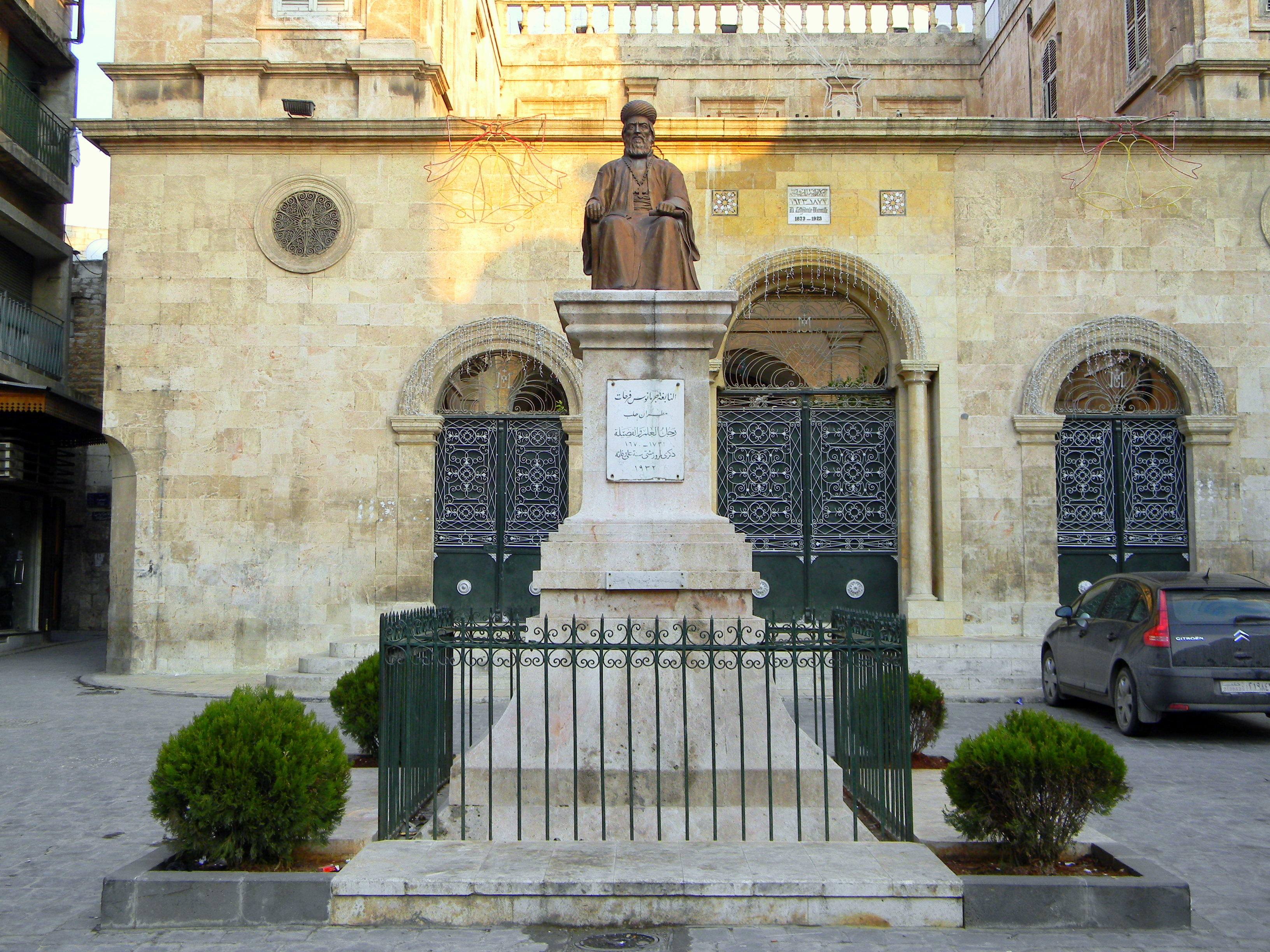
تمثال المطران جرمانوس فرحات
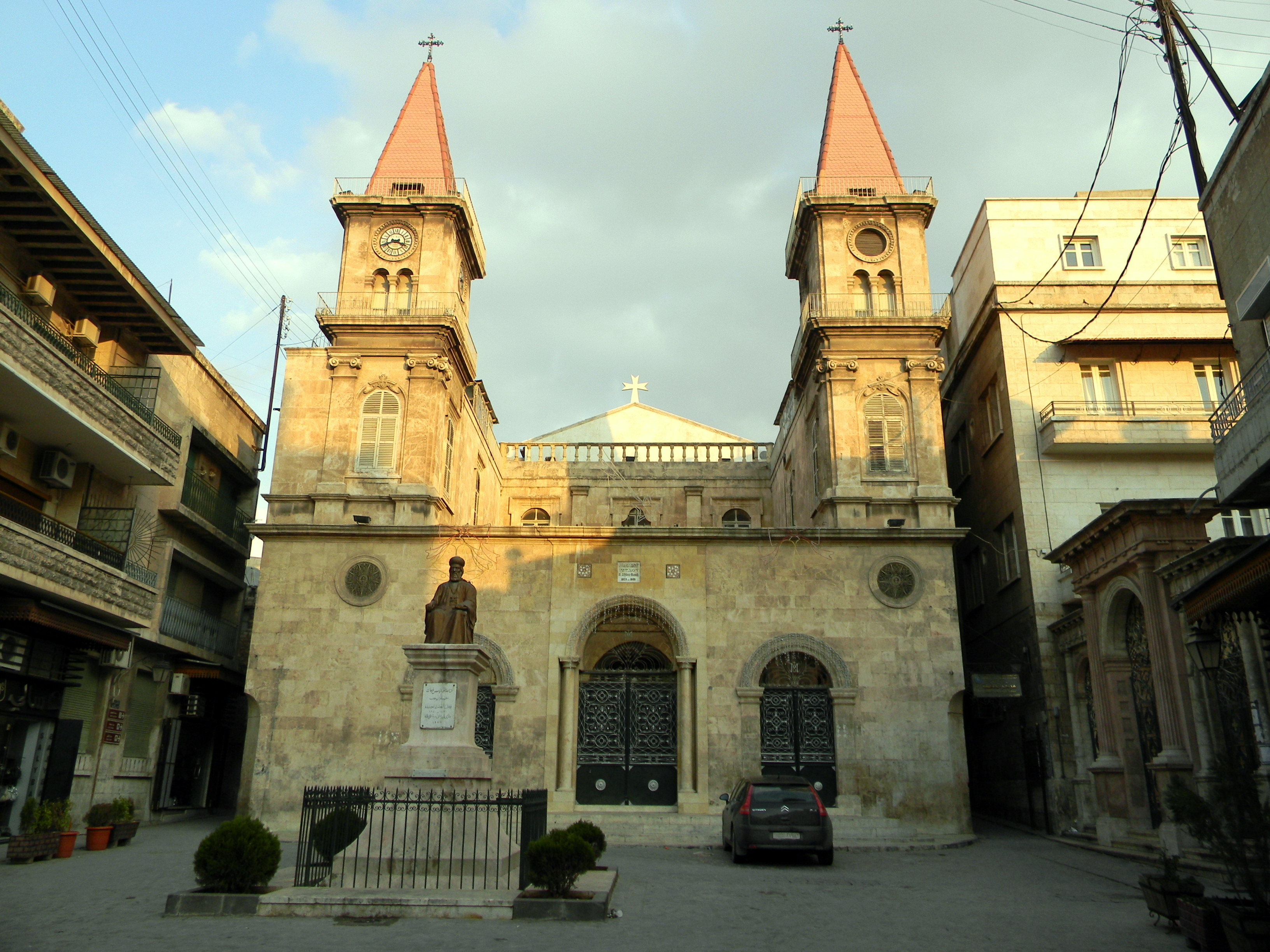
الكنيسة في ساحة فرحات